# Eugénio Tavares

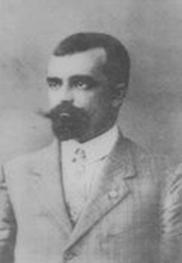
Eugénio Tavares

Eugénio de Paula Tavares (* 18. Oktober 1867 auf der Insel Brava, Kap Verde; † 1. Juni 1930 in Vila Nova Sintra, Insel Brava, Kap Verde) war ein weißer kapverdischer Dichter portugiesischer Abstammung. Er gilt gemeinhin als der Nationaldichter von Kap Verde und wird auch oft „Camões der Kap Verden“ genannt. Er war Lyriker, Prosaist, Dramatiker, Komponist, Liedtexter, Übersetzer und Journalist. Er gehört zu den bedeutendsten Journalisten in der Geschichte der Kap Verden, außerdem war er einer der bedeutendsten Dichter und Schriftsteller mit Einfluss bis in die heutige Zeit. Auch als Menschenrechtler war er bedeutend. Als Komponist und Liedtexter diverser Mornas hat er auch in der Musikgeschichte des Archipels bedeutende Spuren hinterlassen.

## Leben
Eugénio Tavares wurde als zweites Kind von Francisco de Paula Tavares und Eugenia Roiz Nozzolini Tavares geboren. Die Familie war aus Portugal, genauer aus Santarem, auf die Kolonie eingewandert. Er hatte einen Bruder namens Henrique. Am 5. November 1867 wurde er in der evangelischen Kirche São João Baptista auf der Insel Brava getauft. Seine Mutter starb bei seiner Geburt. Wenige Jahre später starb auch der Vater, so dass Eugénio und sein Bruder Vollwaisen waren. Beide wurden von Jose und Eugenia Martins de Vera Cruz adoptiert. Jose Martins de Vera Cruz war Arzt und Chirurg auf der Insel und außerdem Bürgermeister auf der Insel Sal. Später war er auch Bürgermeister von Brava. Ein entfernter Verwandter der beiden Jungen war João Jose de Sena, er war der Gouverneur der Insel.
1876 wurde er Schüler der Escola Primaria in Vila Nova Sintra. Nach seiner Schulzeit arbeitete er schon als Jugendlicher in einem Handelskontor auf der Insel São Vicente als Angestellter (er hatte nie eine höhere Schule besucht, geschweige denn studiert) und wurde durch die Beziehungen seines Stiefvaters am Ende seiner Teenagerzeit bereits Honorarkonsul der USA für die Kap Verden. Einen Teil seines Berufslebens verbrachte er als kaufmännisch Angestellter auf der Insel Santiago und der dortigen Fazenda Taffarel.
Seine literarische Karriere Begann er mit zwölf Jahren, als er Gedichte verfasste, die auf der gesamten Insel Brava in fast allen Haushalten kursierten und sogar von Laiensängern der Insel vertont wurden. Mit 15 Jahren erfolgte seine erste Veröffentlichung in der Anthologie Almanaque de lembraço Luso-Brasileiro. Für diesen Almanach schrieb er bis zu seinem Tode regelmäßig Gedichte, so dass in den Ausgaben bis 1932 fast alle Gedichte von ihm darin erschienen, sowie viele Morna-Texte. Seine Vorbilder waren andere kapverdianische Dichter, so Guilherme Dias oder Augusto Barreto sowie der Philosoph Jose Rodrigues Alexo. Seine literarischen Fähigkeiten hatte er sich autodidaktisch beigebracht und er verfügte über ein außergewöhnlich großes poetisch-literarisches Talent. Viele Gedichte entstanden in Kreolisch, der Sprache der Einheimischen auf den Kap Verden, er drückte damit seine Verbundenheit zur Bevölkerung und seine Abgrenzung zu Portugal aus. Dennoch erschienen auch Gedichte in Portugiesisch. Camões und João de Deus wurden von ihm ins Kreolische übersetzt. Sein Werk wird bis heute ausgewertet und zusammengefasst. Es gibt kaum Bücher von ihm, da die meisten Gedichte zu Mornas verarbeitet wurden und daher nicht als klassische Gedichte galten. Auch sind viele in Zeitungen und Anthologien verstreut. Eine erste Ausgabe seines poetischen Werkes erschien erst 1996 in Kap Verde. Unvergessen bleibt er auch, weil er die offizielle Hymne der Insel Brava geschrieben hat: Hino de Brava.
Aufgrund seiner öffentlichen Kritik an den Zuständen auf den Kap Verden, etwa dem latenten Hunger der eingeborenen Bevölkerung, zwang ihn der Generalgouverneur der Insel zur Flucht. Von 1900 bis 1910 lebte er in New Bedford, Massachusetts, USA, in der portugiesischen und kapverdischen Kolonie. Er konnte sich durch gelegentliche Schreibaufträge und seine journalistische Tätigkeit mehr schlecht als recht über Wasser halten. So schrieb er Artikel für A Alvorada, die Exil-Zeitung der Auslandsportugiesen in den USA. 1910 durfte er wieder in die USA zurückkehren. Der König war gestürzt und die neue, demokratische Regierung ließ auch Kritik in den Kolonien zu. Ab 1911 arbeitete er bei einer der bedeutendsten Zeitungen der Kap Verden, A Voz de Cabo Verde (Die Stimme der Kap Verden, bis 1916) und setzte sich in zahllosen Artikeln für die Menschenrechte ein und für die Unterdrückten und Armen. 1922 kehrte er schließlich auch auf seine Heimatinsel Brava zurück. Im selben Jahr gründete er zusammen mit anderen das erste Gymnasium der Insel Brava. Die letzten Lebensjahre verbrachte er in Vila Nova Sintra, pflegte die Blumen im ortseigenen, öffentlichen Garten, der seinen Namen trug (Jardim Eugénio Tavares) und schrieb zwei seiner bedeutendsten Mornas überhaupt: Bidjica und Nha Santana. Einige Jahre vor seinem Tod verlor er auch den geliebten Stiefvater, ein Verlust, den er nie mehr verwand. Auch sind die letzten Lebensjahre geprägt davon, dass ihn die Kolonialregierung endlich ehrt und würdigt. So erhält er eine offizielle Audienz beim Generalgouverneur Guedes Vaz, zusammen mit anderen Dichtern und eine Kapelle spielt in der Hauptstadt ihnen zu ehren. Die Bevölkerung jubelt ihm zu.
Am 1. Juni 1930 starb er einsam in seinem Haus in Vila Nova Sintra auf der Insel Brava. Er bekam eine der größten Beisetzungen, die die Kap Verden jemals gesehen hatten.

## Bedeutung und Nachwirkung
Tavares’ Mornas werden bis heute gespielt und halten seinen Namen im Gedächtnis. Selbst Cesária Évora, die Grande Dame des Morna, sang viele seiner Lieder als Komposition oder Text. Als Philologe beschäftigte er sich stark mit der Kreolischen Sprache, die er förderte und auch erforschte, wenn auch dilettantisch. In seiner Eigenschaft als Journalist für diverse Zeitungen auf den Kap Verden setzte er sich vehement für die Menschenrechte ein, vor allem der Schwarzen Bevölkerung und forderte die Unabhängigkeit des Archipels von Portugal. Sein Werk hat sehr viel zum Verständnis kapverdianischer Lebensweise und Kultur beigetragen. Die meisten kapverdischen Autoren, die ihm folgten, sind mehr oder weniger von ihm und seinem Werk beeinflusst.
Auf der Insel Brava ist das heute von ihm mitbegründete Gymnasium nach ihm benannt. Dort gibt es auch ein Denkmal des Dichters, sowie den öffentlichen Park Jardim de Eugénio Tavares, der ebenfalls seinen Namen trägt.

## Werk
- Veröffentlichungen der meisten Gedichte und Morna-Texte in dem Almanaque de lembraço Luso-Brasileira zwischen 1882 und 1932. (Einige Posthum).
- Erste umfassende eigenständige Veröffentlichung der poetischen Texte 1996 in einem Verlag auf den Kap Verden.
- Verstreute prosaische und poetische Texte in Zeitungen auf den Kap Verden und den USA (während seines Exils).
- Einige Titel seiner bedeutendsten Mornas:

- Canção ao Mar
- Morna aquarda
- Morna de desperdida
- Bidjica
- Nha Santana
- Hino de Brava

## Quelle
- eugeniotavares.org

| Personendaten    | Personendaten                                  |
| ---------------- | ---------------------------------------------- |
| NAME             | Tavares, Eugénio                               |
| ALTERNATIVNAMEN  | Tavares, Eugénio de Paula (vollständiger Name) |
| KURZBESCHREIBUNG | kap-verdisch-portugiesischer Dichter           |
| GEBURTSDATUM     | 18. Oktober 1867                               |
| GEBURTSORT       | Insel Brava, Kap Verde                         |
| STERBEDATUM      | 1. Juni 1930                                   |
| STERBEORT        | Vila Nova Sintra, Insel Brava, Kap Verde       |